# Renică Diaconescu
Renică Diaconescu (n. 2 octombrie 1957, Schitu, România) este un politician român, membru al Parlamentului României. În legislatura 2004-2008 Renică Diaconescu a fost  ales deputat în circumscriptia electorala nr. 30 Olt pe listele Uniunii Naționale PSD+PUR. Mandatul său a fost validat pe 17 decembrie 2004 și a fost membru în grupurile parlamentare de prietenie cu Serbia, Bosnia și Herțgovina, Regatul Belgiei și Republica Turkmenistan. Renică Diaconescu a fost ales ca senator în legislatura 2016-2020, pe listele PSD și a fost membru în grupurile parlamentare de prietenie Republica Franceză-Senat și Regatul Maroc. Renică Diaconescu este medic iar soția sa este de asemeni medic, ei având împreună un fiu. 

## Traseu politic
- fondator ApR în județul Olt
- PNL
- PD
- PUR
- PNL

La alegerile din 2008, a candidat din partea PSD pentru un post de deputat, în Colegiul 1 din județul Olt, dar nu a obținut un mandat.